# Froha
Froha est une commune de la wilaya de Mascara en Algérie.

## Sport
La ville accueille un club de football, le CRB Froha, fondé en 1977.